# 伊馬德·哈米斯
伊馬德·穆罕默德·迪爾比·哈米斯（阿拉伯语：عماد محمد ديب خميس；1961年8月1日—），是一名敘利亞政治人物、叙利亚阿拉伯复兴社会党黨員。
1961年8月1日哈米斯在大马士革附近出生，長大後於1981年在大马士革大学獲得電子工程學位。
2016年7月3日至2020年6月11日，他出任叙利亚总理。